# Berbera
Berbera (somálsky Berbera) je město v severozápadním Somálsku, resp. Somalilandu. Berbera byla od roku 1870 do 1941 hlavní město koloniálního Britského Somalilandu. Berbera je hlavní komerční přístav v Somalilandu a nachází se zde také mezinárodní letiště.

## Zeměpis
Podnebí v oblasti je celoročně velmi suché a horké. Okolní krajina má převážně pouštní charakter.

## Obchod
Dopravuje se sem zboží především po silnicích z měst Hargeysa a Burco, případně letecky. Vyváží se odtud ovce, myrha, kadidla či arabská guma.